# Setkání italských vozů v Poděbradech

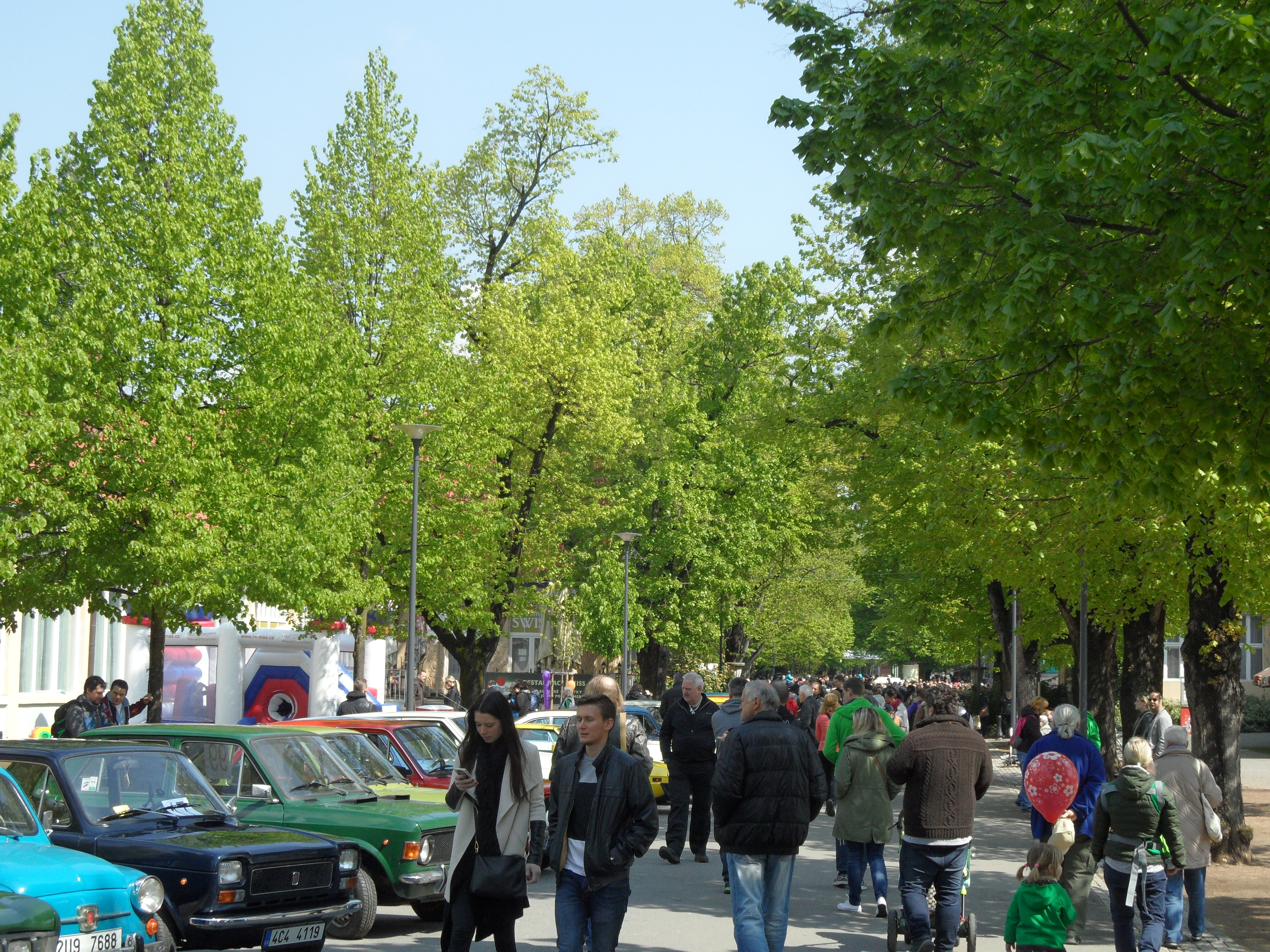
Zajímavá auta a dopolední počasí přilákalo hodně návštěvníků...

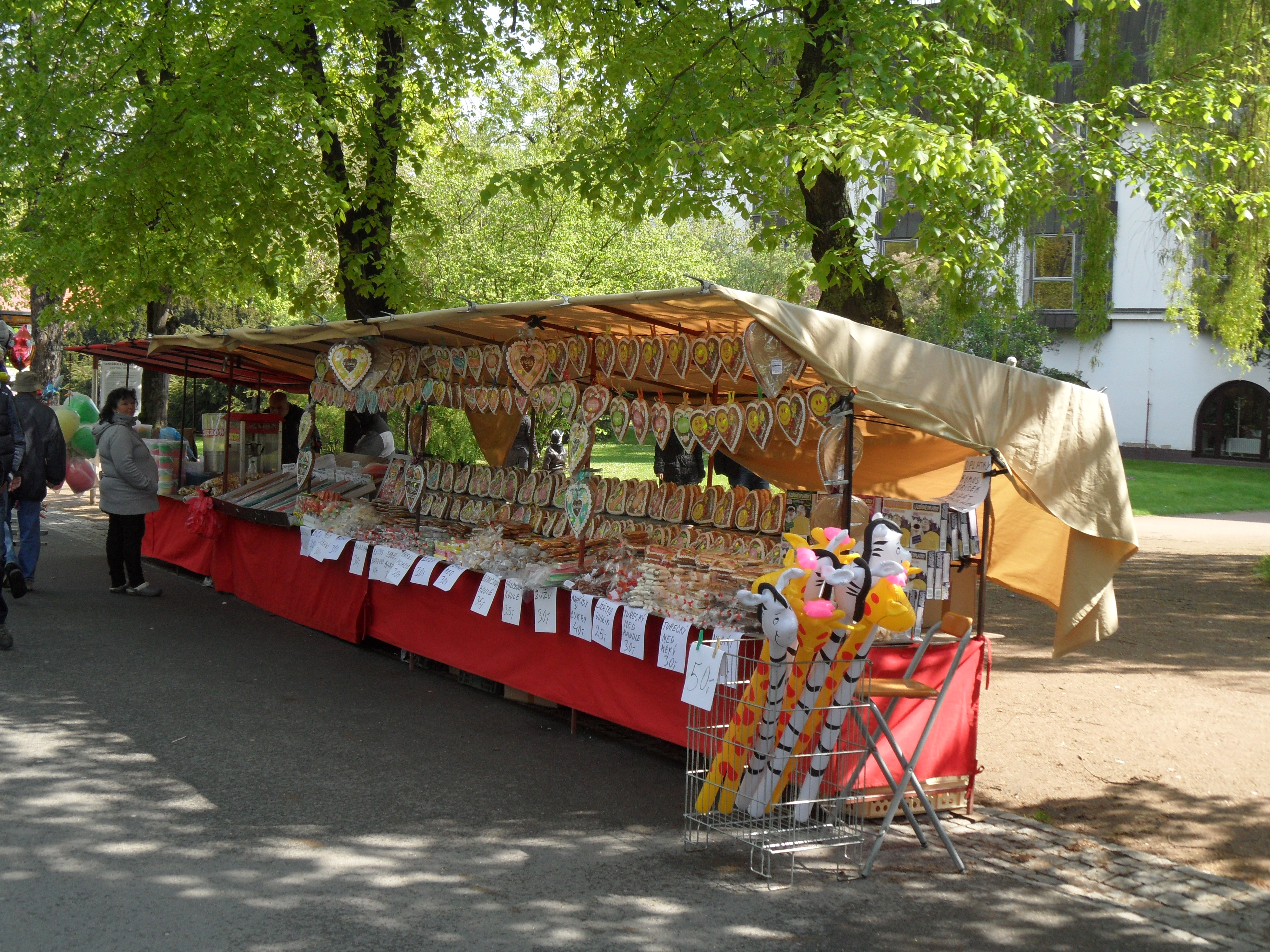
... stejně jako stánkaře, byly zde i atrakce pro děti

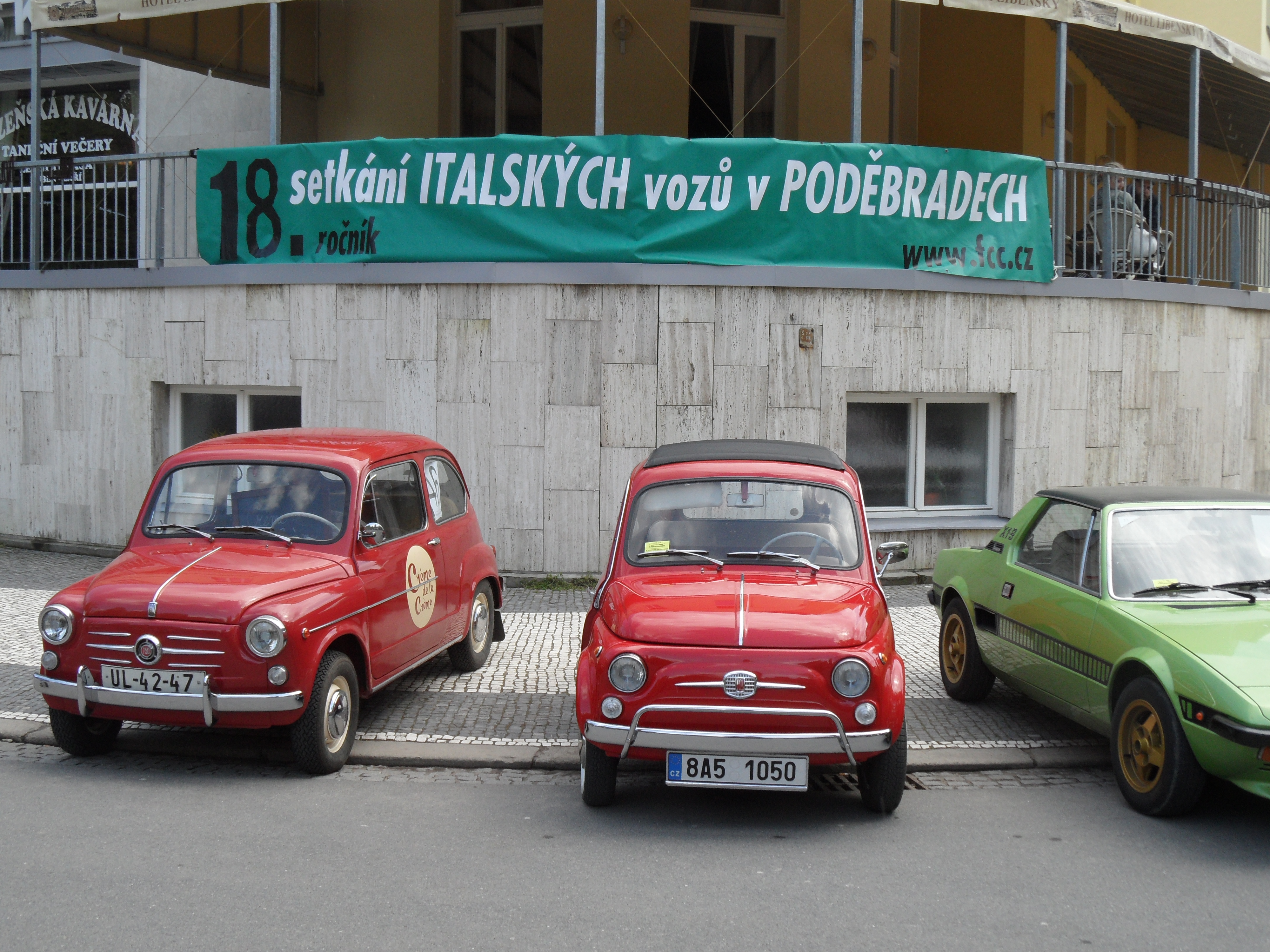
Zahájení 18. setkaní italských vozů v Poděbradech

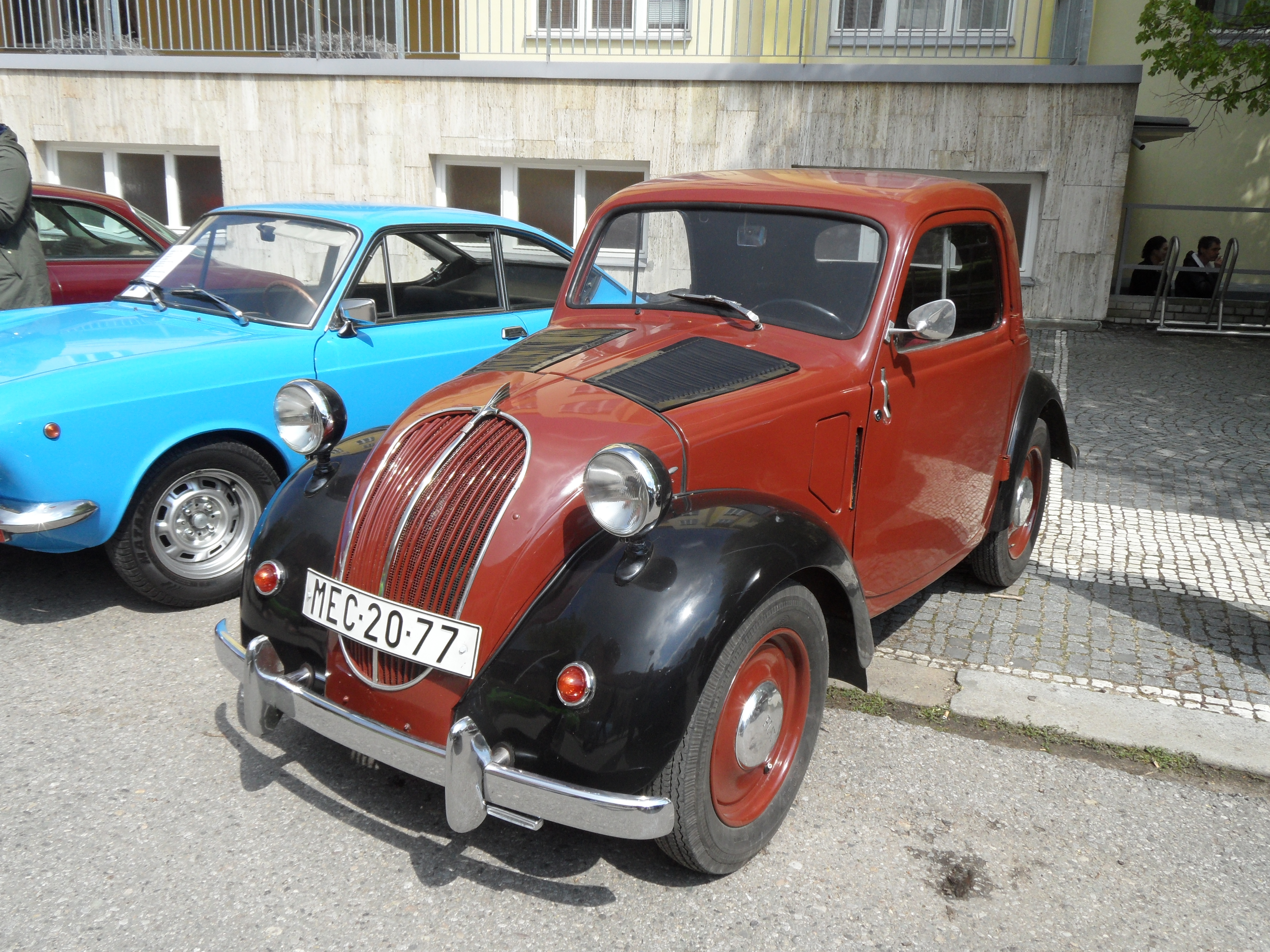
Vystavena byla italská auta od nejstarších (Fiat 500 Topolino)...

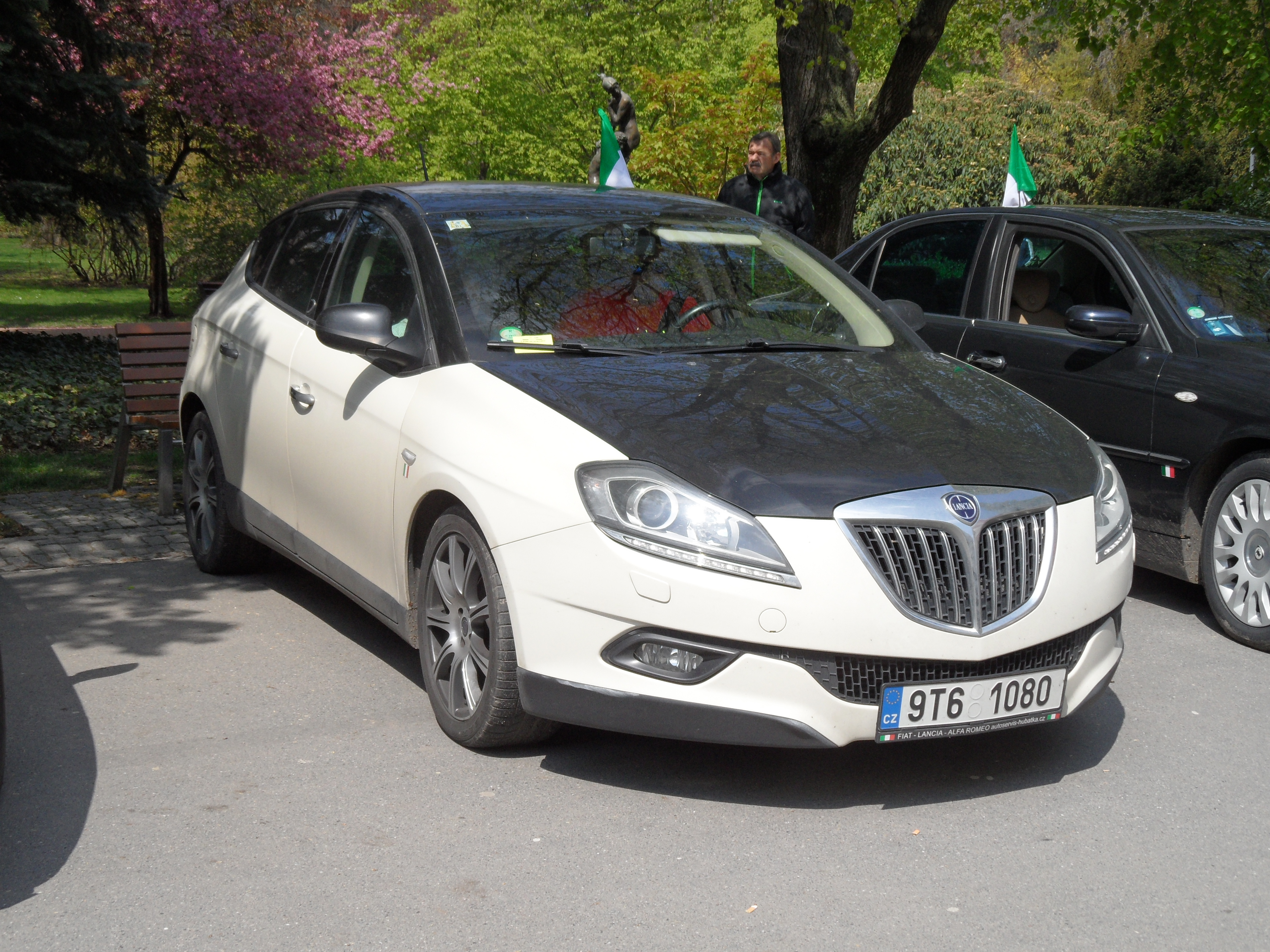
... až po moderní (Lancia Delta)

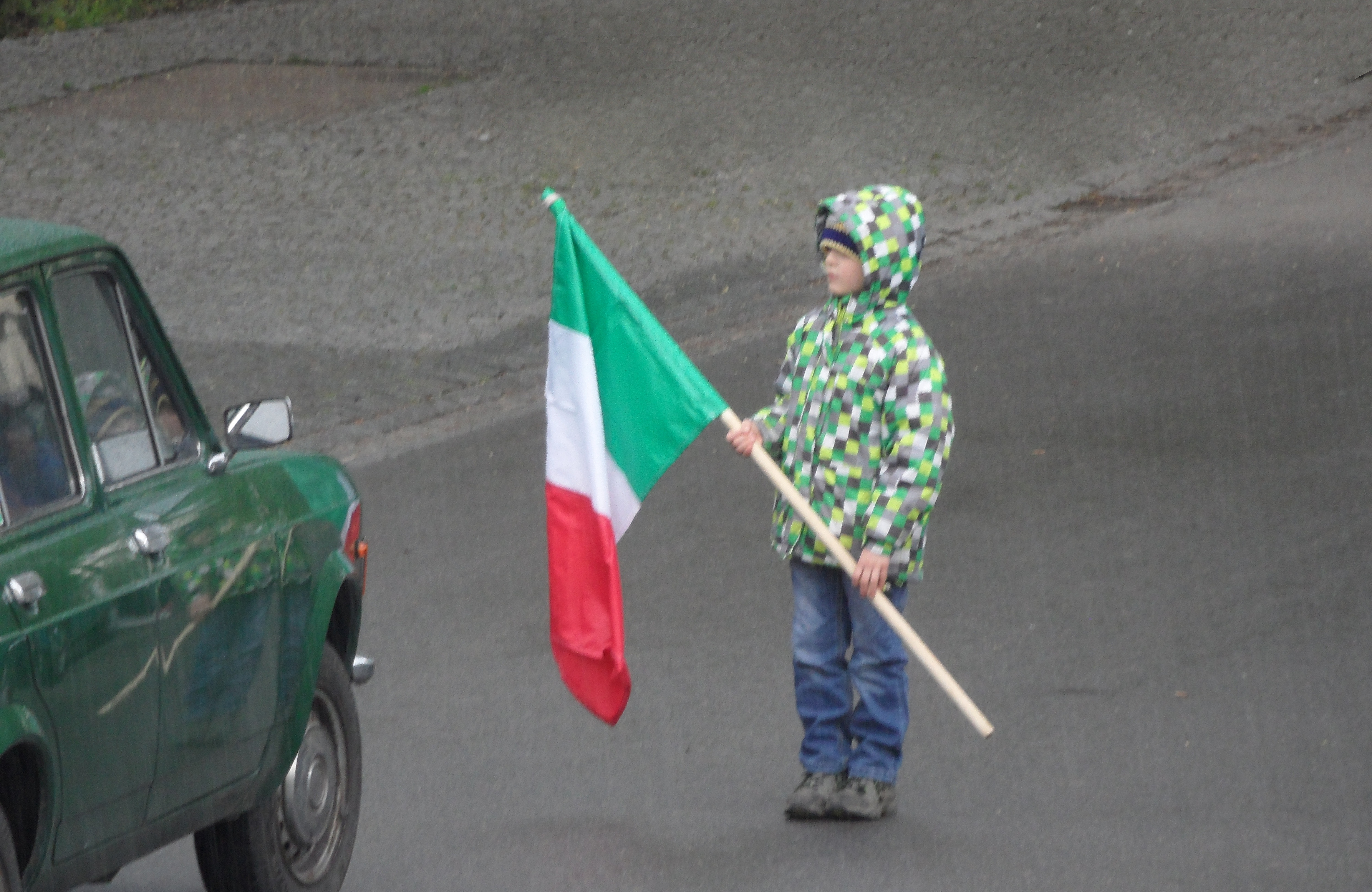
Po většinu odpoledního startu orientační jízdy ale pršelo...

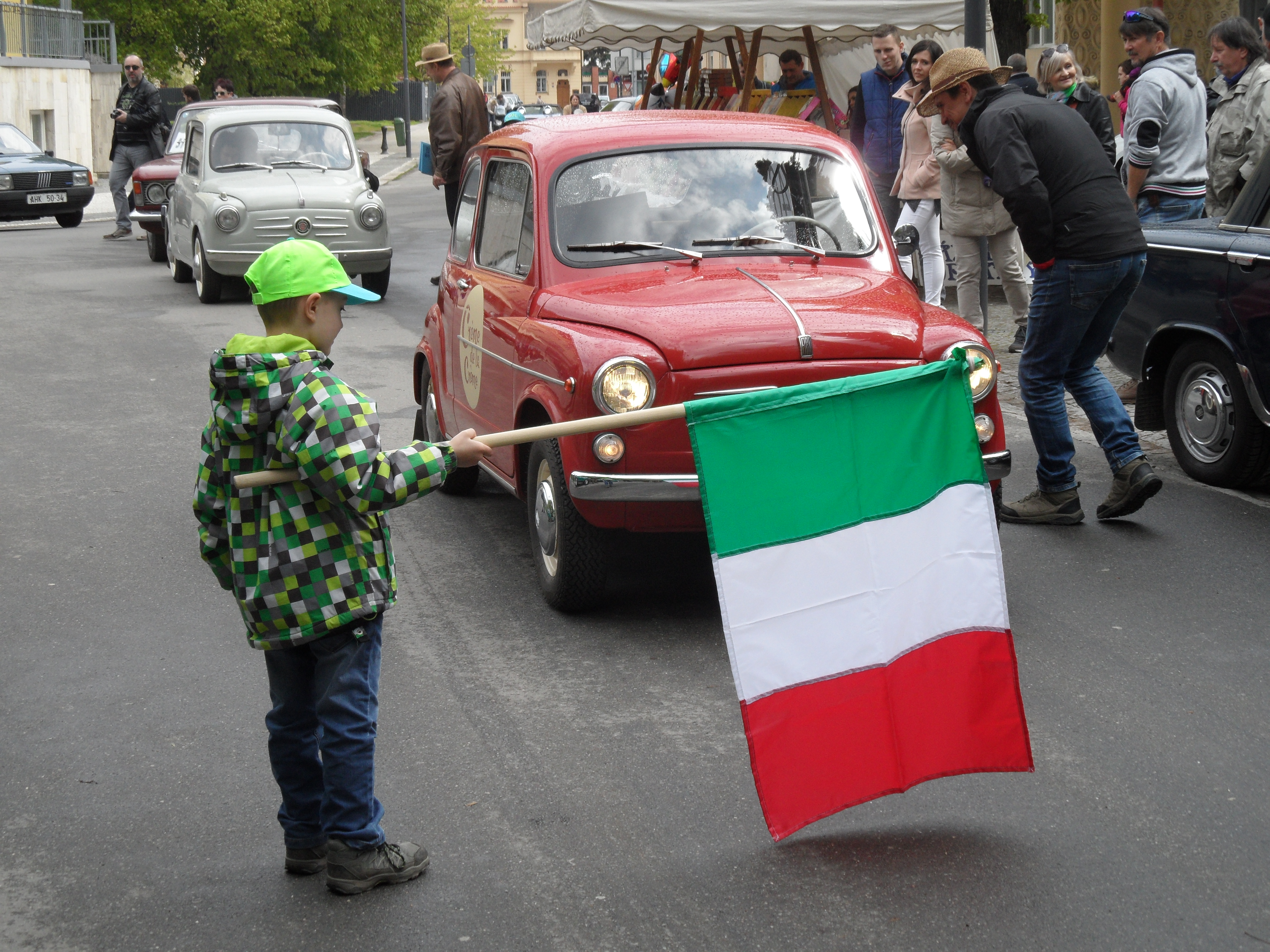
... až ke konci se trochu vyčasilo

Setkání (klasických) italských vozů je pravidelná akce pořádaná klubem FIAT Car Classic, která se koná každoročně koncem dubna v lázeňském parku v Poděbradech (orientační jízdy pak v okolí města). První ročník se uskutečnil v dubnu 2000, v roce 2018 se konal již 19. ročník.

## 18. ročník Setkání italských vozů v Poděbradech
18. ročník Setkání italských vozů se uskutečnil v sobotu 29. dubna v Poděbradech. Dopoledne probíhala výstava zúčastněných automobilů, kterých bylo tolik (cca 150), že obsadily téměř celou lázeňskou kolonádu (od ulice Na Valech až za Fontánu u kolonády). Po ranním dešti bylo dopoledne převážně slunečné, takže automobily přilákaly velké množství návštěvníků. Výstava vozidel byla doplněna dobovými převleky, tombolou, stánky, atrakcemi pro děti a dalším programem.
Na odpolední orientační jízdu většina vozů startovala za poměrně hustého, občas až velmi silného deště. Start byl opět na lázeňské kolonádě, v ulici Pionýrů, trasa v okolí Poděbrad byla doplněna znalostními a dovednostními úkoly. Orientační jízda skončila v rondokubistické budově bývalé radiotelegrafní vysílací stanice (nyní areál golfového klubu Poděbrady), kde byla večeře pro účastníky a pozvané hosty a byly zde vyhlášeny výsledky.

## Značky a modely vozů vystavené na 18. ročníku
Nejvíce byla zastoupena řadů modelů FIAT, ale Setkání se zúčastnily také značky Alfa Romeo, Ferrari, Lancia, Maserati, Steyr-Puch nebo Zastava.
- Předválečnou a raně poválečnou výrobu reprezentovalo několik exemplářů Fiat Topolino.
- Patrně nejslavnější Fiat 500 byl zastoupen několika variantami v různých provedeních a barvách.
- Vystaven byl např. i Steyr-Puch 500, což je varianta Fiatu 500 D, licenčně vyráběná v rakouském Štýrském Hradci, dále zde byla i verze kombi.
- Rovněž model Fiat 600 byl na setkání v několika variantách a různých barvách.
- Dále zde byly např. modely Fiat 850 (včetně Fiat 850 Sport Coupé), Fiat 1300, Fiat 124, Fiat 125, Fiat 128, Fiat 131.
- Vystaveny byly i užitkové vozy Fiat, včetně např. provedení sanitka.
- Značka Zastava byla reprezentována modelem Zastava 101, což je licenční verze modelu Fiat 128 (v Československu byla označována jako Zastava 1100).
- Sportovní a závodní vozy byly zastoupeny mimo jiné několika modely Abarth, Fiat Barchetta, Fiat X1/9 nebo Ferrari 308 GTB.
- Značka Alfa Romeo: na 18. setkání byly mimo jiné modely Alfa Romeo 146, Alfa Romeo 2000, Alfa Romeo Alfetta, Alfa Romeo Giulietta, Alfa Romeo GT Junior, Alfa Romeo Spider (včetně poměrně unikátní Alfa Romeo Spider Veloce 2000 ve verzi pro USA), Alfa Romeo Sprint.
- Značka Lancia byla zastoupena např. modely Lancia Delta, Lancia Gamma nebo Lancia Thesis Dimensione.

## Pořadatel: klub FIAT Car Classic
Klub FIAT Car Classic (FCC), který je pořadatelem Setkání italských vozů v Poděbradech, vznikl na podzim roku 1998 a sdružuje majitele historických vozidel značky Fiat. V roce 1999 členové klubu začali připravovat první sraz, na který byli přizváni i majitelé jiných italských značek a tak se v dubnu 2000 uskutečnil 1. ročník Setkání italských vozů v Poděbradech, který se od té doby koná každoročně. Na podzim téhož roku se uskutečnil nultý ročník Spanilé jízdy Prahou (tehdy pouze pro vozy Fiat 500 a Fiat 600). Postupně se činnost klubu rozšiřovala o další akce (prázdninové Dovolené s Fiaty, Víkendy s Fiaty, různé expedice ad.).
Klub se dále pravidelně zúčastňuje vybraných setkání historických vozů a dalších Fiat srazů, pořádaných jinými kluby (např. „F 600 & 500 action" ve Svijanském Újezdu u Turnova, Fiat Meeting pořádaný ostravským Fiat klubem, sraz vozů Fiat 127). Klub jezdí i na zahraniční akce („Medzinárodný zraz historických vozidiel značky Fiat" na Slovensku, Viva Italia v rakouském Eggenburgu). Zúčastňuje se také soutěží pořádaných veteránskými kluby („Jízda do vrchu Knovíz–Olšany", „Rally Ústí nad Labem", akce „Chomutov“).
Klub každý měsíc koná pravidelné klubové schůzky, je členem Asociace Klubů Historických Vozidel (AKHV) a má vyškolené testační komisaře, takže smí provádět vlastní klubové testace vozů na historickou původnost.

## Fotogalerie

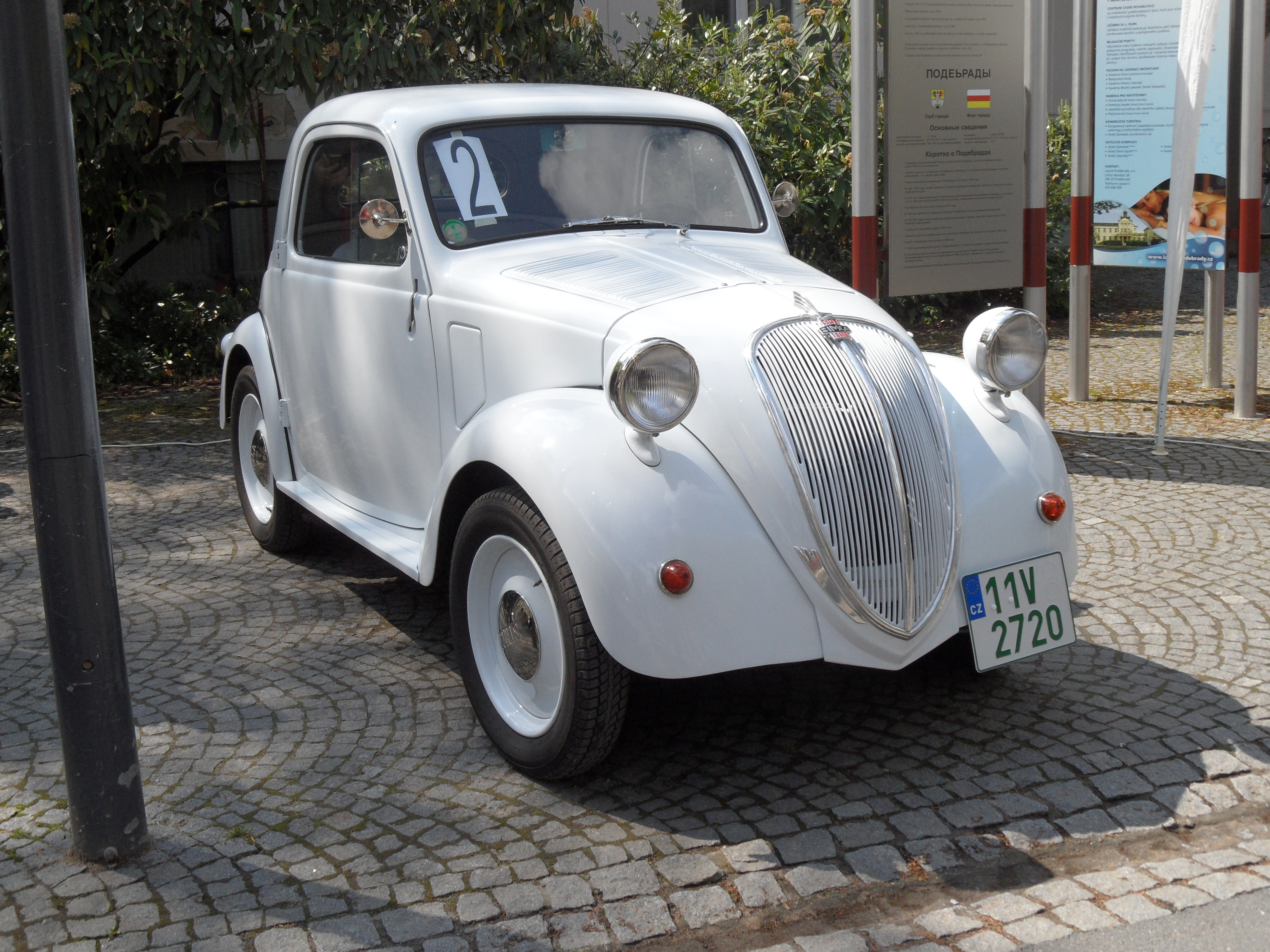
Fiat Simca
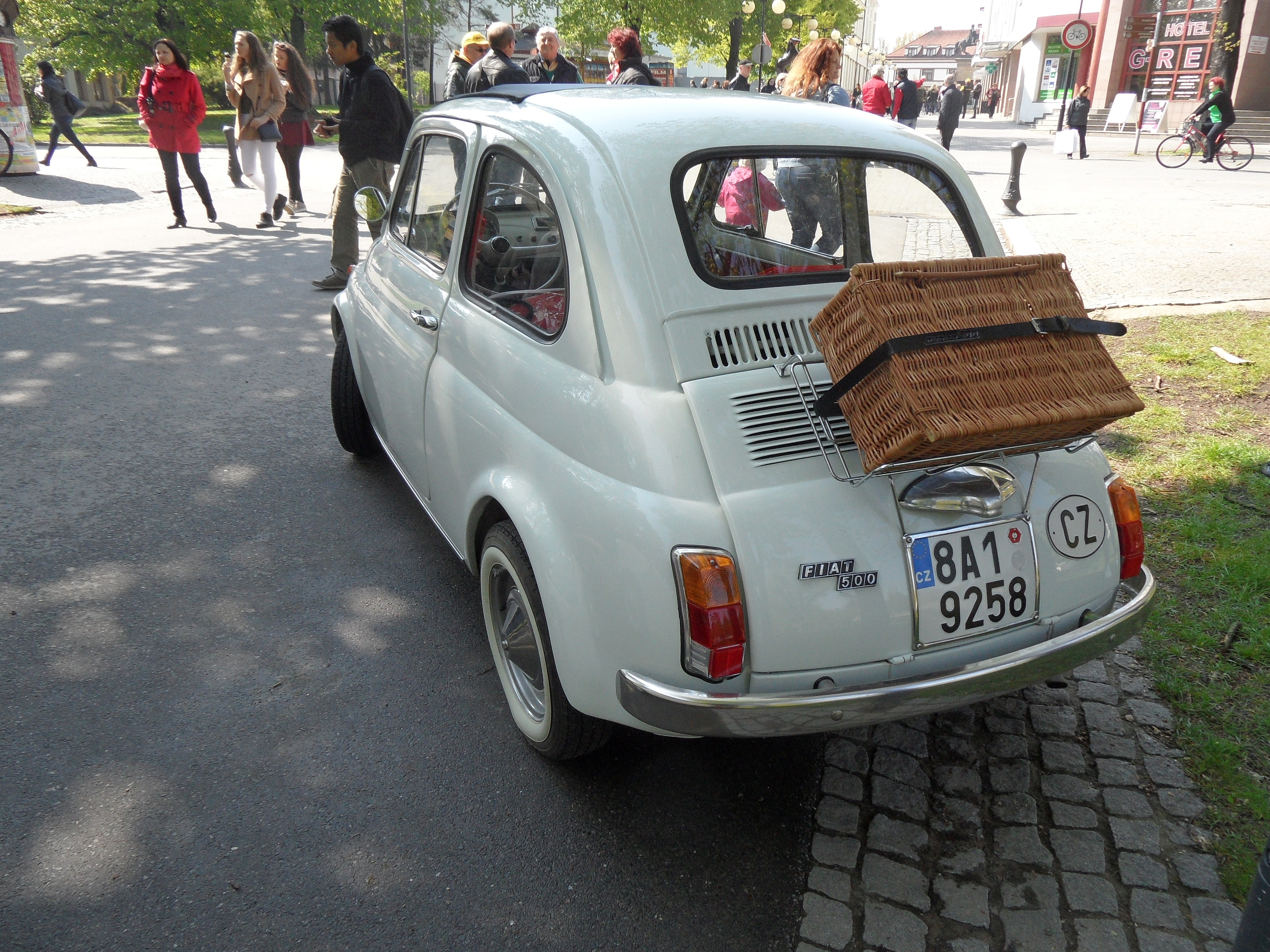
Fiat 500 byl vystavován v mnoha barvách a verzích…
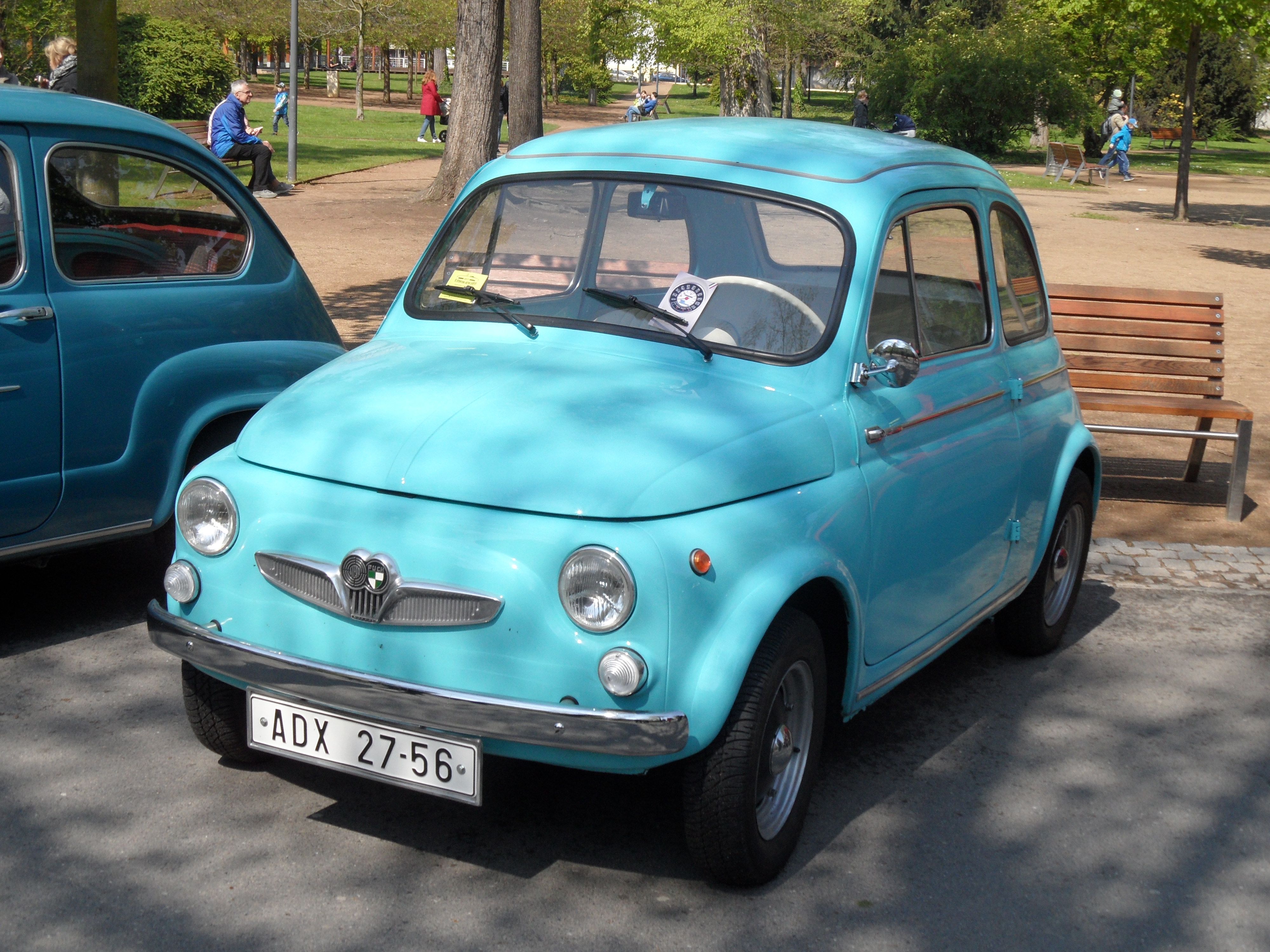
.. Fiat 500 D licenčně vyráběný v Rakousku (Steyr-Puch)…
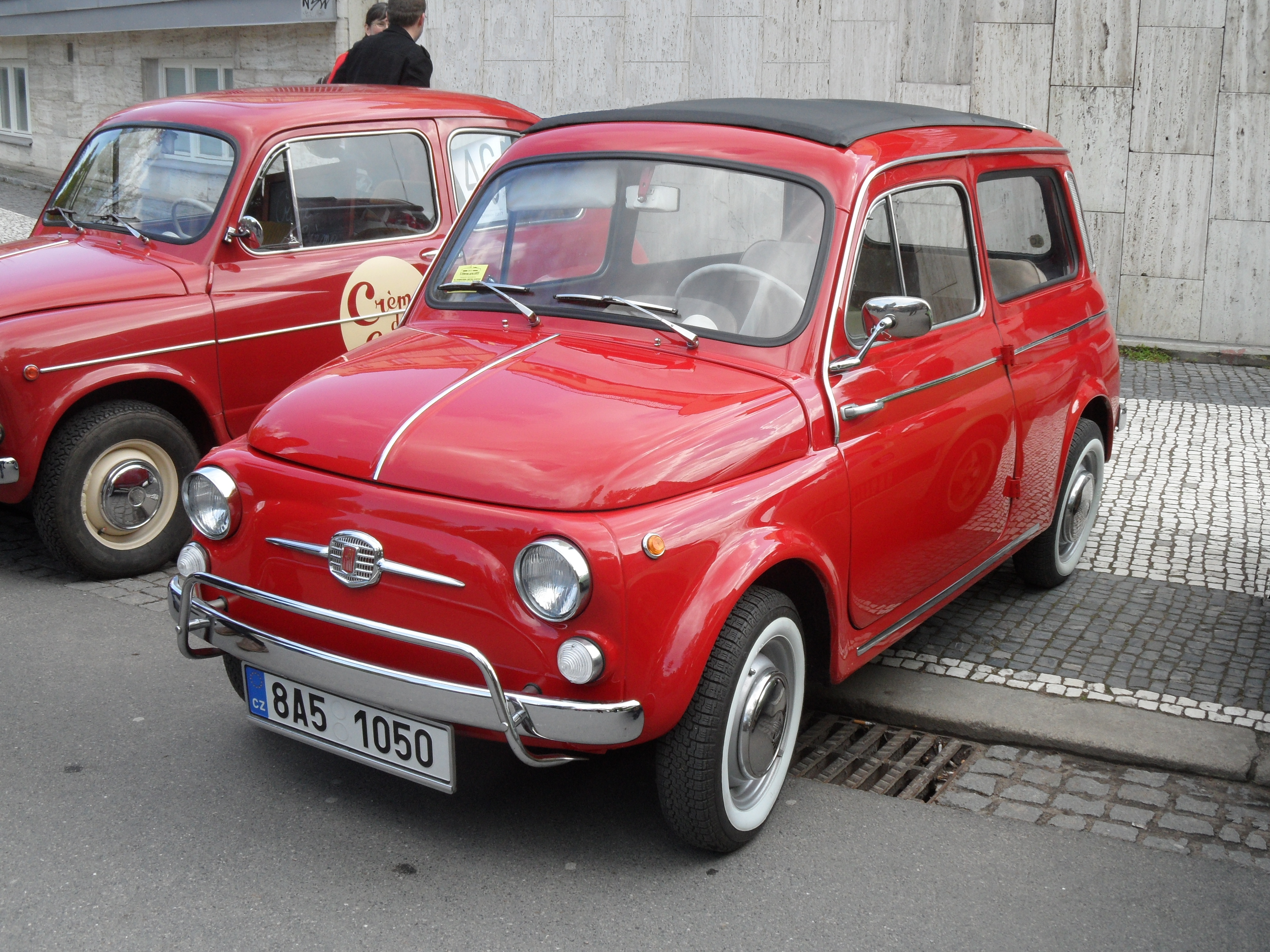
…a verze kombi
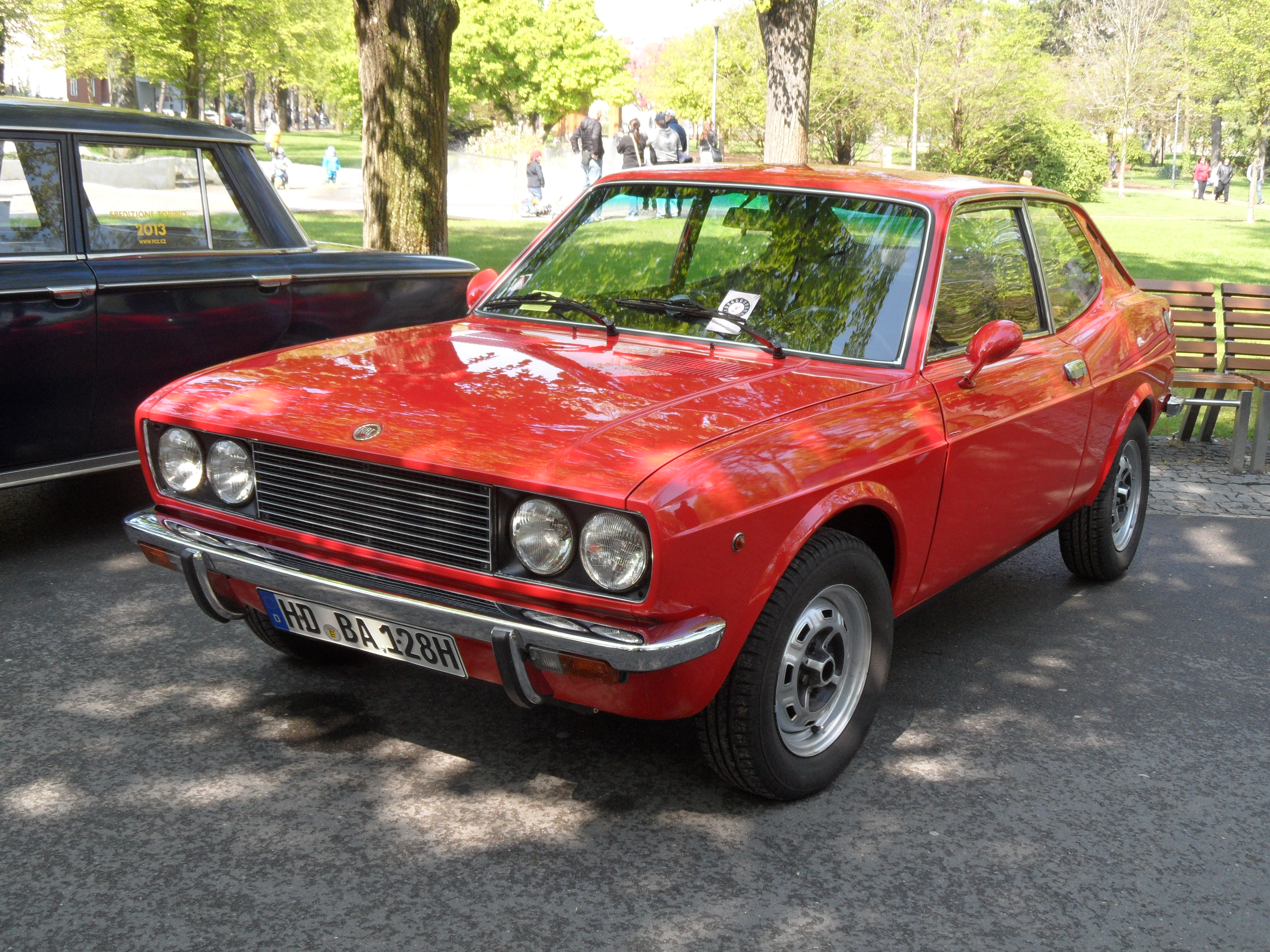
Fiat 128 Sport L
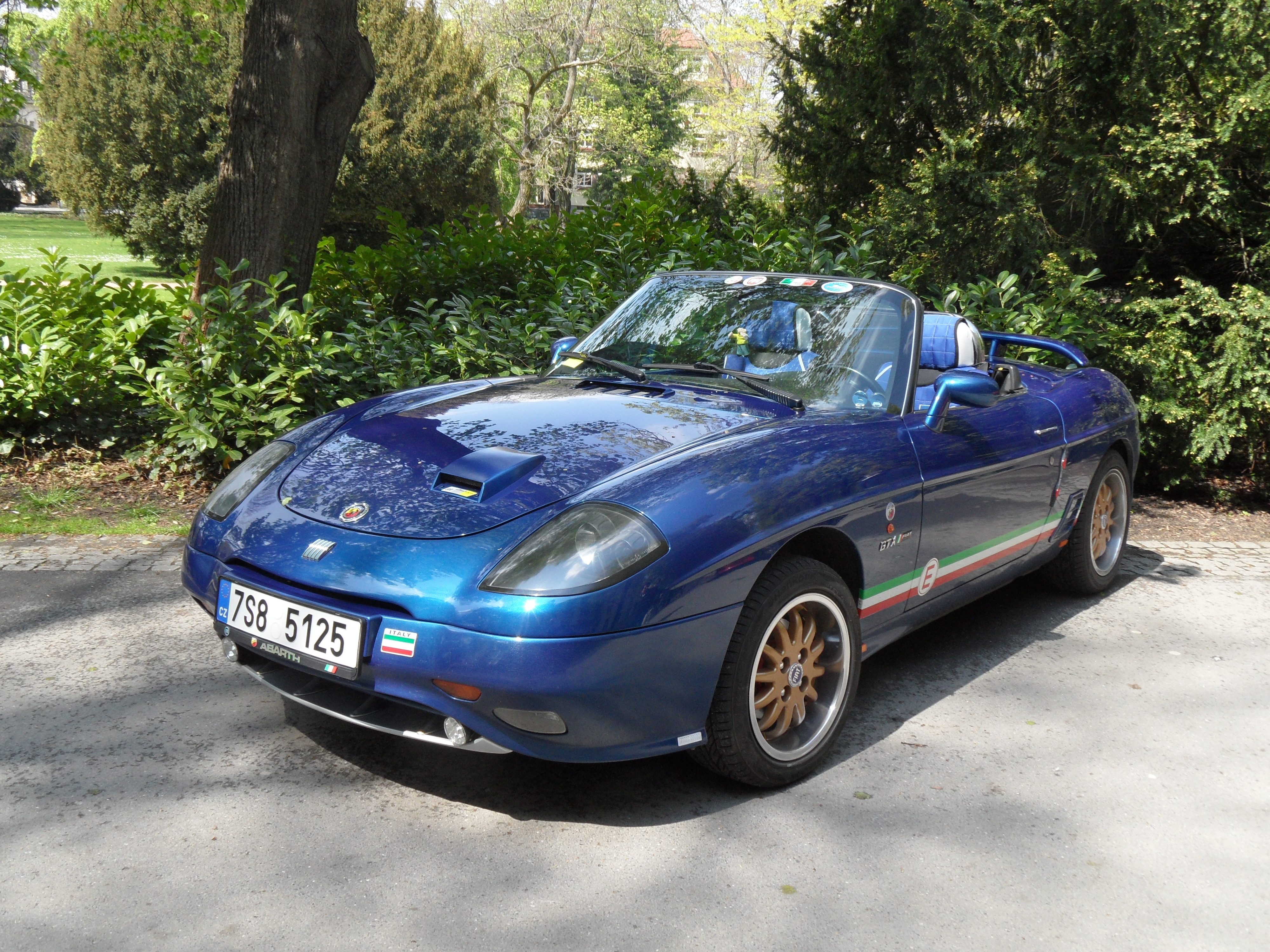
Fiat Barchetta GTX
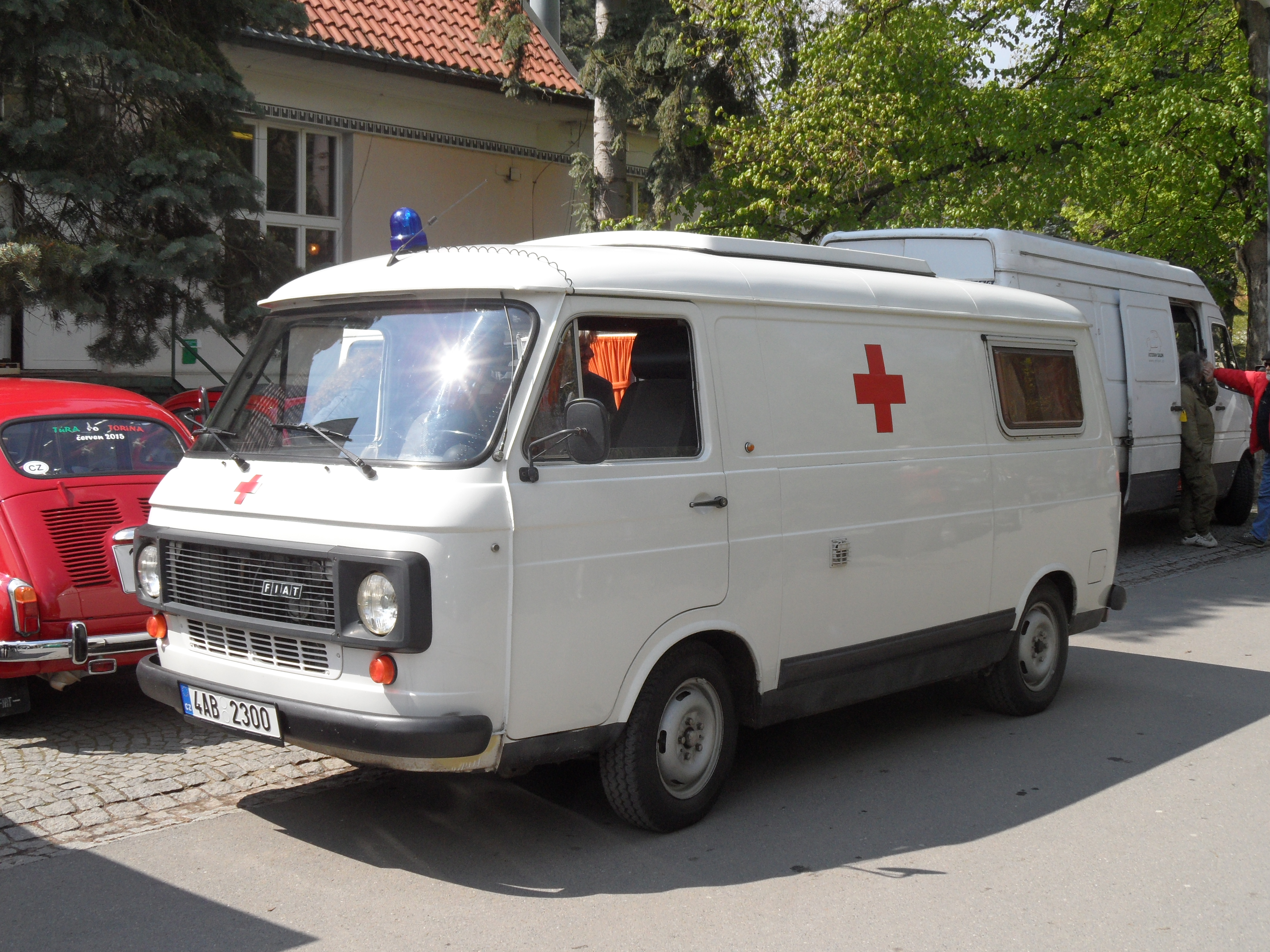
sanitka (Fiat 238 E)
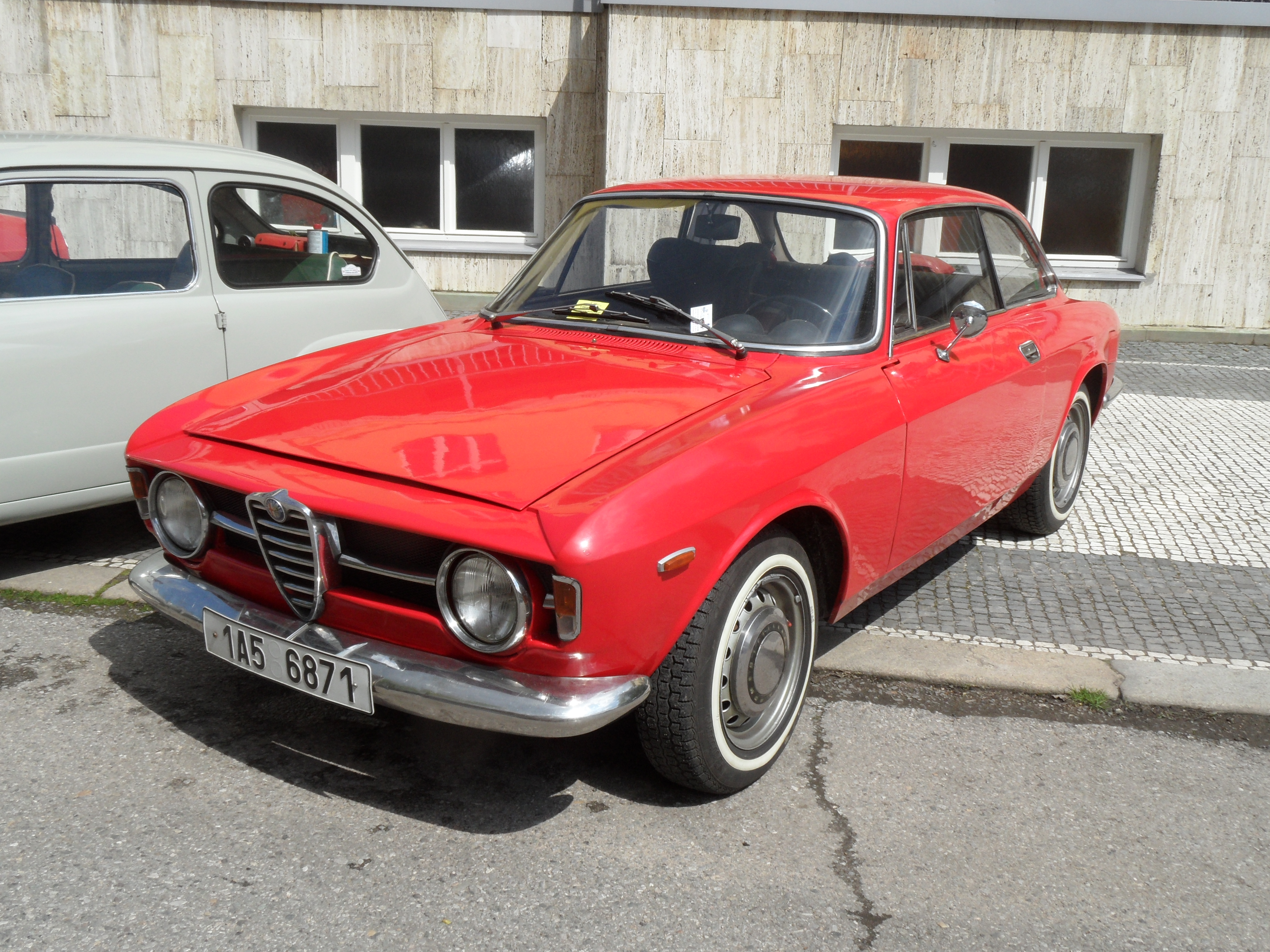
Alfa Romeo GT 1300 Junior
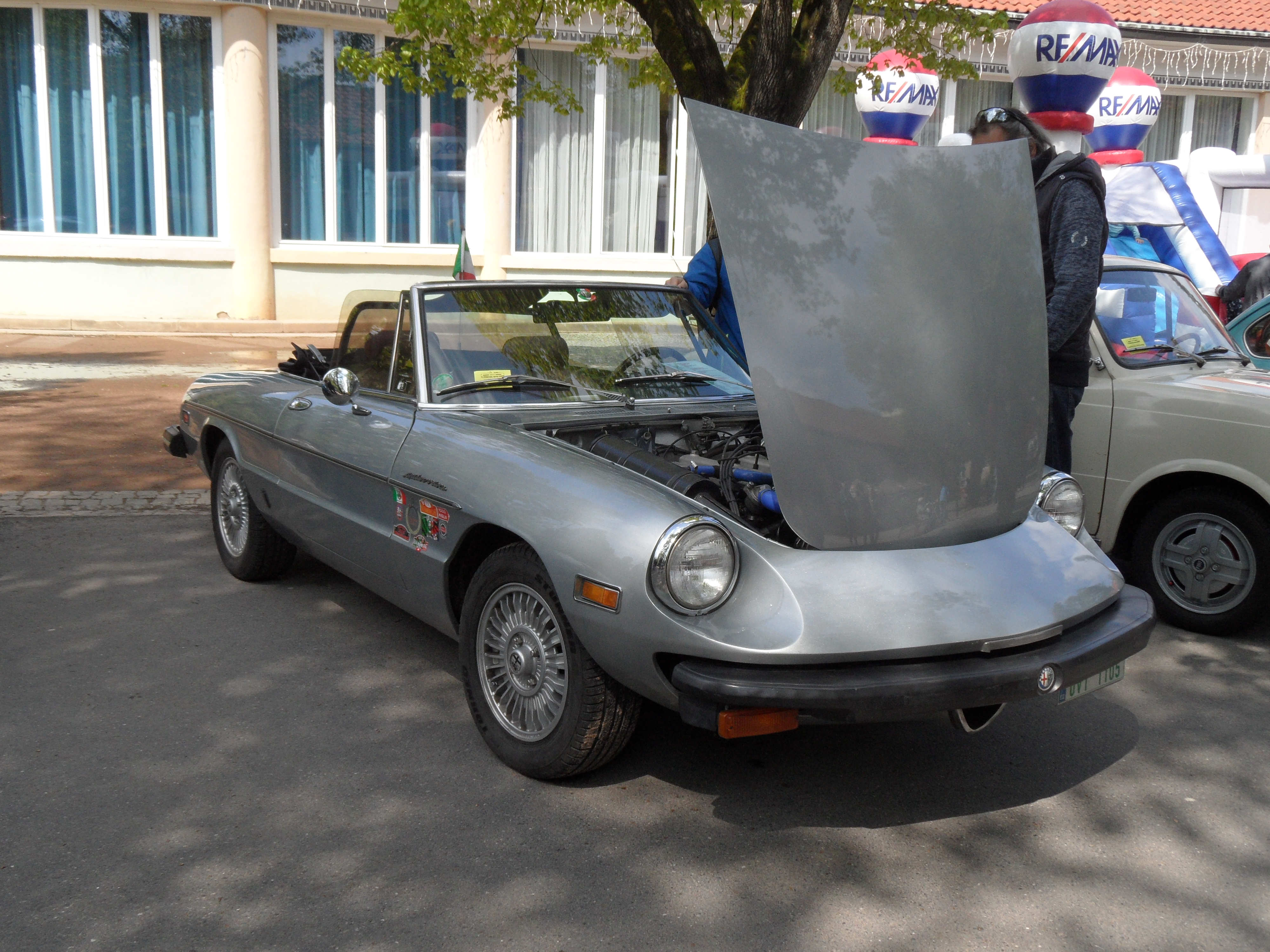
Alfa Romeo Spider Veloce 2000, verze USA
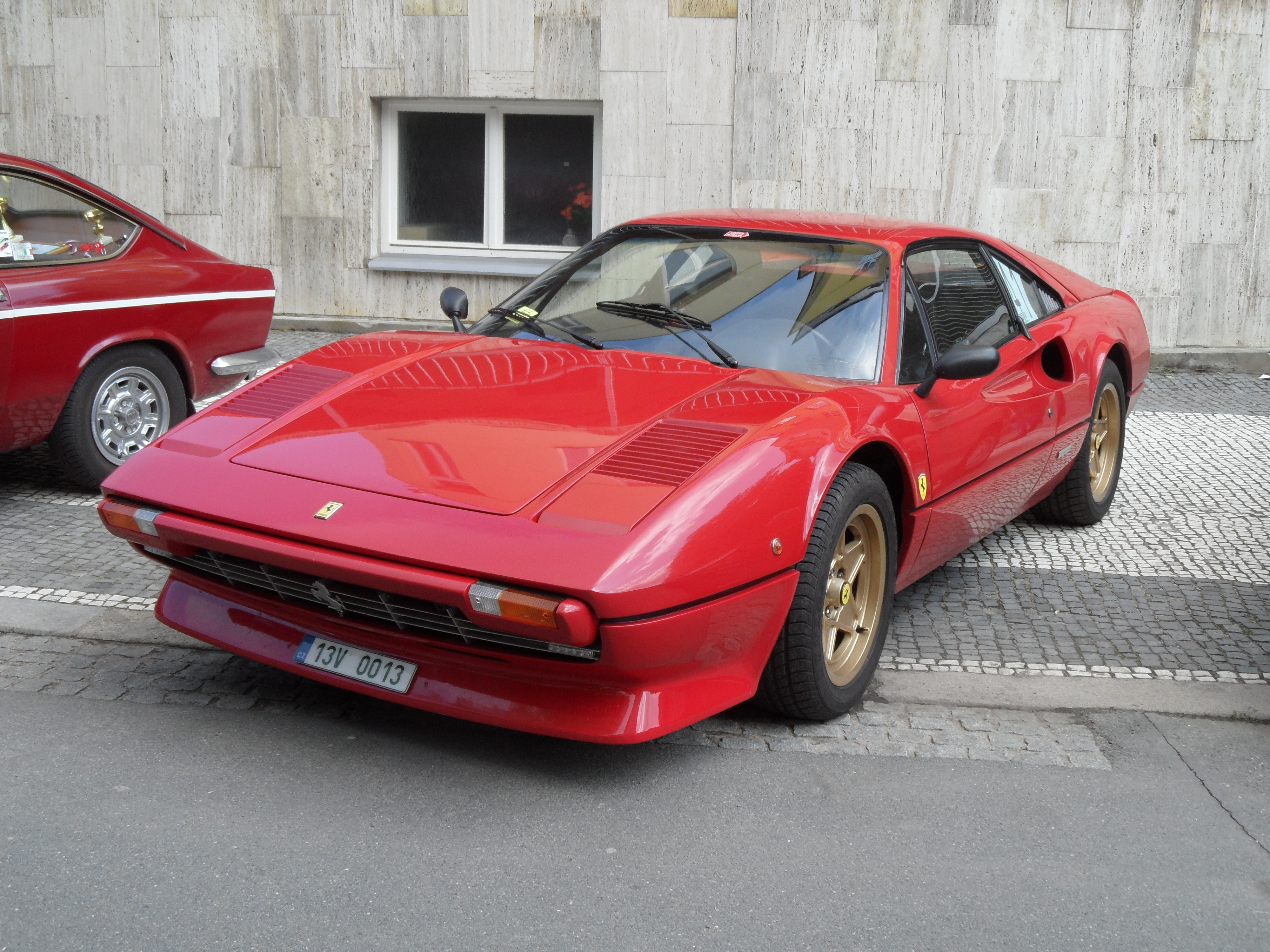
Ferrari 308 GTB